# Walter Devereux, 1. Earl of Essex

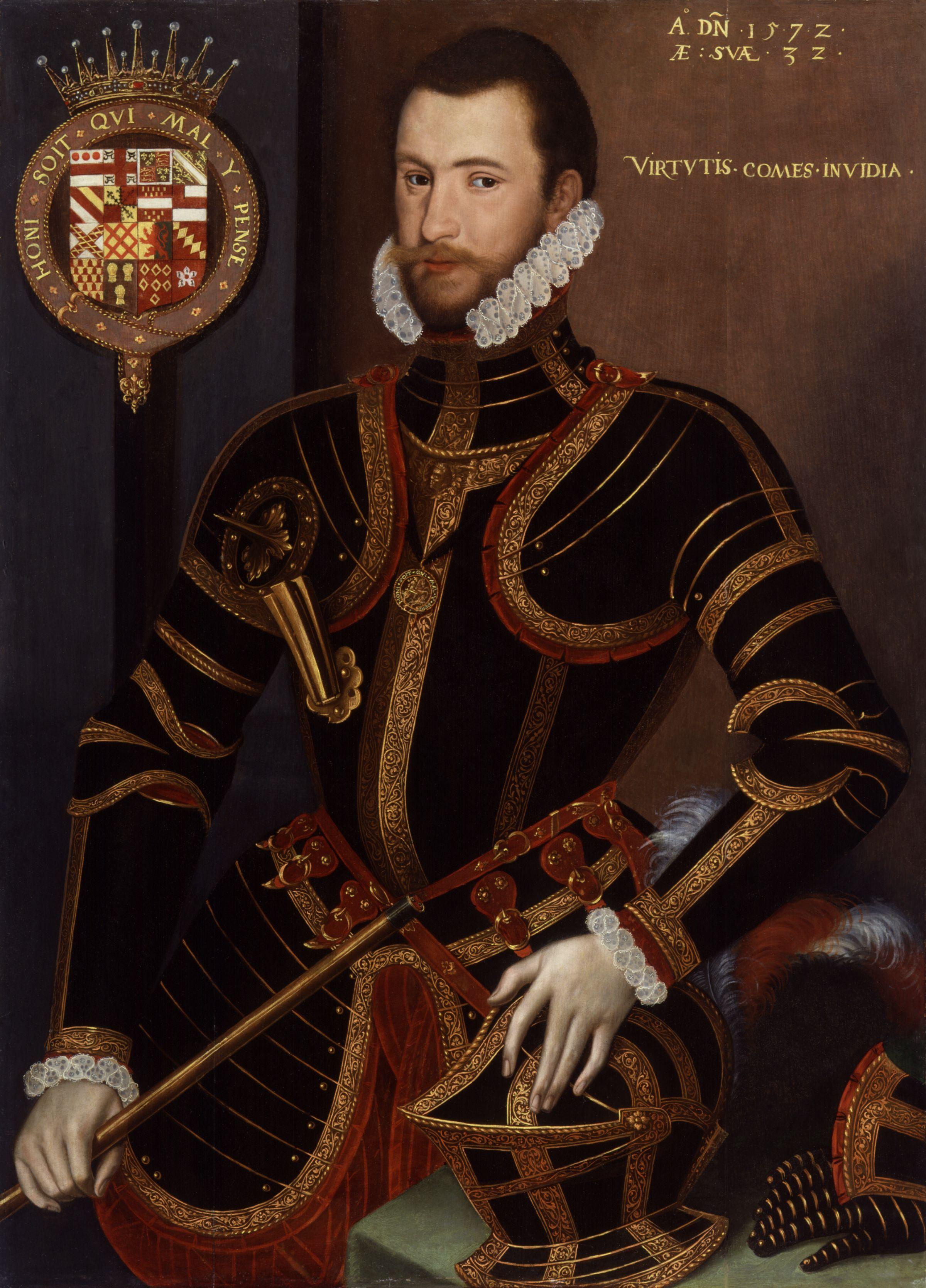
Porträt des Walter Devereux, unbekannter Maler, 1572

Walter Devereux, 1. Earl of Essex KG (* 16. September 1539 in Carmarthen Castle, Wales; † 22. September 1576 in Dublin) war ein englischer Adliger und Heerführer.

## Familie und politische Karriere
Er war der älteste Sohn von Sir Richard Devereux und Lady Dorothy Hastings. Seine Großeltern mütterlicherseits waren George Hastings, 1. Earl of Huntingdon und Lady Anne Stafford. Sein Vater war der älteste Sohn und Erbe des Walter Devereux, 1. Viscount Hereford, sowie mütterlicherseits ein Neffe des Henry Bourchier, 2. Earl of Essex († 1540).
Da sein Vater vor seinem Großvater starb, erbte er 27. September 1558 von letzterem dessen Adelstitel als 2. Viscount Hereford und 11. Baron Ferrers of Chartley sowie die Familiengüter.
Devereux kam in jungen Jahren an den Hof der Königin Elisabeth I. Dort lernte er deren Hofdame Lettice Knollys kennen, die er im Jahr 1561 heiratete. Aus der Ehe gingen zwei Töchter und zwei Söhne hervor:
- Lady Penelope Devereux (um 1562–1607), ⚭ (1) 1581–1605 Robert Rich, 3. Baron Rich, ⚭ (2) 1605 Charles Blount, 1. Earl of Devonshire;
- Lady Dorothy Devereux (1564–1619), ⚭ (1) 1583 Sir Thomas Perrot, ⚭ (2) 1594 Henry Percy, 9. Earl of Northumberland;
- Robert Devereux, 2. Earl of Essex (1565–1601), ⚭ 1590 Frances Walsingham, Witwe des Sir Philip Sidney;
- Hon. Walter Devereux (1570–1591).

Seit seiner Eheschließung bewohnte er das Anwesen Chartley Manor in Staffordshire als seinen Familiensitz. Im Jahr 1568 stellte er eine Kavallerieabteilung auf, um die Rettung von Maria Stuart, Königin von Schottland, zu verhindern, die in Tutbury Castle in der Nähe von Chartley festgehalten wurde. 1569 diente er als Marschall des königlichen Heeres in Nordengland bei der Niederschlagung des Rising of the North genannten Aufstandes der katholischen Magnaten Thomas Percy, 7. Earl of Northumberland und Charles Neville, 6. Earl of Westmorland. Noch im selben Jahr wurde er zum Lord Lieutenant von Staffordshire ernannt.
Beim Tod seiner Großtante zweiten Grades erbte er 1571 zudem deren Titel als 8. Baron Bourchier. Am 23. April 1572 nahm ihn Königin Elisabeth I. als Knight Companion in den Hosenbandorden auf und erhob ihn am 4. Mai 1572 zum Earl of Essex.

## Wirken in Irland
Im Mai 1573 unterbreitete er seine Pläne das Gebiet von Clandeboye im Nordosten Irlands mit einer Truppe aus 1200 Mann zu besetzen und zu kolonisieren. Die Königin willigte ein, ihn zu diesem Zweck für sieben Jahre zum Generalkapitän ihrer Streitkräfte zu ernennen. Ihm wurde zudem ein zwölfjähriges zollfreies Handelsmonopol für diese Region, sowie die Befreiung von steuerlichen Abgaben in Aussicht gestellt. Ihm wurden für sieben Jahre umfangreiche herrschaftliche Befugnisse erteilt. Dabei sollten die Kosten in den ersten beiden Jahren gleichmäßig zwischen dem Earl of Essex und der Königin aufgeteilt werden, so dass die neue Kolonie finanziell unabhängig werden sollte. Devereux versprach im Gegenzug, dass Clandeboye der Königin später jährliche £ 5.000 einbringen würde. Er selbst suchte zur Finanzierung seines Anteils die Unterstützung wohlhabender englischer Landbesitzer, deren Soldaten er für sein Vorhaben benötigte. Er nahm zudem einen Kredit von £ 10.000 bei der Königin auf, der innerhalb von drei Jahren zurückgezahlt werden sollte. Als Garantie bot er rund einem Drittel seines gesamten Landbesitzes an.
Doch sein Vorhaben geriet schon vor der Abreise nach Irland in Schwierigkeiten, denn im Sommer 1573 war Sir Henry Sidney, der ehemalige Gouverneur Irlands, zu der Überzeugung gelangt, dass es viel zu kostspielig wäre Irland zu kolonisieren. Zudem würde die Bevölkerung dadurch zu Aufständen provoziert. Gemeinsam mit Robert Dudley, 1. Earl of Leicester, sorgte Sidney dafür, dass Devereuxs Ermessensspielräume eingeschränkt. Zudem kam aus Dublin Protest vom dortigen Lord Deputy William Fitzwilliam, der Devereux Absichten als Affront gegen seine Autorität wertete. So gelang es dem Earl of Essex nicht wie erhofft 600 Mann für seine Streitmacht zu gewinnen, es fehlten letztlich 200 Mann. Dies war nur ein Drittel der von ihm eigentlich geplanten 1200 Söldner.
Das Vorhaben zielte insbesondere der rebellischen Provinz Ulster ab. Dort herrschte die keltische Familie O’Neill über eine relativ unzivilisierte Bevölkerung. Dabei stieß er auf den erbitterten Widerstand des O’Neill-Clans unter deren Clanführer Turlough O’Neill, sowie dessen angeworbenen Söldnern des schottischen McDonnell-Clans unter Sorley Boy McDonnell. Im Jahr 1574 lockte er einen der Anführer Brian Mac Phelim in eine Falle, ließ ihn gefangen nehmen und hinrichten. Nachdem der Widerstand der O’Neills geschwächt war und er von der Königin zurückbeordert worden war, verwüstete er die Region Ulster seinem Rückzug schwer.
Anschließend wandte sich Devereux 1575 gegen die Schotten. Diese hielten die zwischen der nordirischen und schottischen Küste gelegenen Insel Rathlin Island besetzt. Die Anhänger Sorley Boy McDonnels sahen die Insel als sicheren Zufluchtsort für ihre Familien und hatten Frauen und Kinder dorthin geschickt, um sie dem Zugriff der Engländer zu entziehen. Der Earl of Essex wollte ein Exempel statuieren. Zu diesem Zweck hatte er den Söldnerführer John Norreys angeworben, der die militärischen Operationen zu befehligen hatte. Devereux warb auch Francis Drake an, der für den Transport der Truppen nach Rathlin Island verantwortlich war. John Norreys brachte mit dessen Hilfe 300 Fuß- und 80 Kavallerie-Soldaten sowie Belagerungsgerät nach Rathlin Island. Die Operation verlief reibungslos. Die Vorbereitungen begannen am 1. Mai 1575. Die Landung auf Rathlin Island folgte am 22. Juli und die schottischen Verteidiger ergaben sich nach kurzer Zeit. Es folgte ein unwürdiges und grausames Gemetzel, bei dem mit Ausnahme der Söhne einiger schottischer Adliger, die als Geiseln festgehalten wurden, mehr als 600 Menschen grausam getötet wurden. Die meisten von ihnen waren Frauen und Kinder. Das Massaker selbst wurde damals keineswegs kritisiert, im Gegenteil. Elisabeth I. gratulierte dem Earl of Essex und es darf als sicher gelten, dass das Unternehmen als „abschreckendes Beispiel“ für potentielle Rebellen gedacht war.
Im Herbst 1576 starb Devereux an der Ruhr. Zuvor gab es Gerüchte, nach denen er vom Earl of Leicester vergiftet worden sei.

## Schriftstücke (Auswahl)
- A prayer of Earl of Essex death ‚Das Gebet des Grafen von Essex‘[3][4]
- Robert Devereux Essex, Walter Devereux Essex: The Devereux papers, 1512–1647? Micro Methods, Wakefield, Yorks 1969, OCLC 222052341 (Korrespondenzen).